# 恶魔猫
恶魔猫（英语：Demon Cat，简写：D.C）是一只猫的幽灵的名称，据传这只猫出没于美国华盛顿哥伦比亚特区的政府大楼中。

## 历史
恶魔猫的历史可以追溯至数百年前，当时人们将一些猫带入美国国会大厦地下室以捕杀老鼠，传说恶魔猫也在其中，即使死后它也从未离开过。它的家被认为是国会大厦的地下室，那里最初是打算作为乔治·华盛顿总统的葬礼室。
根据传说，恶魔猫会在一些灾难发生前出现，它在约翰·肯尼迪、亚伯拉罕·林肯被暗杀前，以及1929年华尔街股灾前曾被目击。恶魔猫传说的常见版本为：一个警卫在国会大厦巡逻时遇见一只黑猫，尽管这种情况在当时并不罕见，人们需要猫来控制老鼠的数量，但这只黑猫却随着距离的缩短而越来越大，直至如同老虎般巨大。怪兽般的黑猫扑向对方，惊慌的警卫试图将其驱离，但恶魔猫却在彼此接触前消失。
在19世纪90年代，一些警卫曾试图向恶魔猫开枪射击，但据说对方莫名消失，之后一名老年警卫因惊吓诱发心脏病发作去世。在20世纪40年代后，恶魔猫的目击报告就此终结。
在国会大厦的混凝土地板上，有着一些模糊的猫爪印，一些人相信这是恶魔猫留下的，但更合理的解释是：1898年，国会大厦发生瓦斯爆炸事件，一些石块被替换为混凝土，这些爪印可能是某只猫咪走过湿混凝土留下的。

## 解释
美国国会大厦历史协会首席导游Steve Livengood认为，早期国会大厦警卫经常饮酒，有时醉酒的警卫将靠近他们的猫误认为怪物。而且这些警卫向上级报告时并不会（也无法）约束饮酒，仅仅只是允许回家休息，因此其它一些警卫也宣称受到恶魔猫的攻击以试图休假一日，这些警卫叙述的故事最终变为都市传说而流传。

## 流行文化
一支专业女子轮滑队伍DC DemonCats以Demon Cat这个名字作为队伍名称。